# Häxprocessen mot familjen Pappenheimer

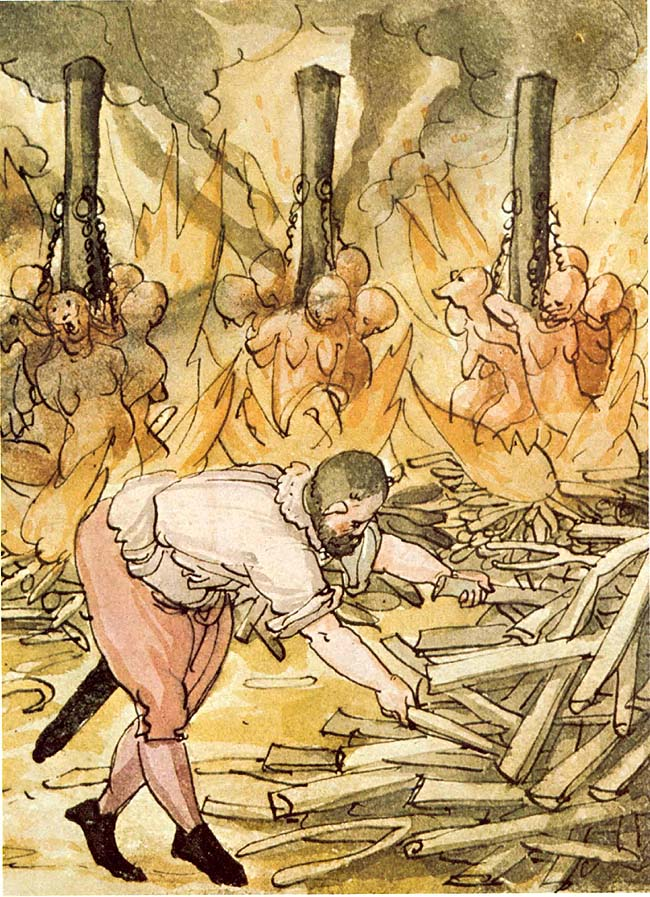
Häxor bränns i Europa.

Familjen Pappenheimer ställdes inför rätta i München i Bayern i Tyskland år 1600. Hela familjen torterades och avrättades. Processen mot dem är en av de grymmaste rättegångar som hållits i Europa.

## Bakgrund
Familjen Pappenheimer, som bestod av fadern Paulus, modern Anna, de två vuxna sönerna Jakob och Gumpprecht samt den tio år gamla sonen Hoel, tillhörde samhällets allra lägsta skikt. De var tiggare, ursprungligen från Schwaben, som färdats in i Bayern och livnärde sig på arbeten som att rengöra latriner.
De arresterades utpekade av en dömd tjuv, misstänkta för att ha hjälpt honom att mörda gravida kvinnor med syftet att göra "tjuvljus" av fostren från odöpta barn.

## Processen
På order av Bayerns regent hertig Maximilian I av Bayern fördes de till München, där de utsattes för en tortyr så fasansfull att de sade allt förhörsledarna vill veta. De gjordes till syndabockar för hundratals olika ouppklarade brott som begåtts överallt i Bayern under de senaste åren; de erkände sig ha begått hundra mord, tio om året. De erkände att de tänt eld på hus och begått hundratals stölder, varav en del från kyrkor. Föremål som de sedan skulle ha gett till judar. De erkände svartkonst och häxeri och dessutom pekade de ut över fyrahundra personer som medbrottslingar, allt under tortyr; ibland var tortyren så svår att de rabblade upp nittionio olika namn vid ett enda tillfälle, för att få en paus i plågorna. 80 procent av de utpekade var kvinnor, varav 10 procent var barnmorskor, så som var typiskt för de tyska häxproceserna.

## Avrättning
Avrättningen av dem är en av de grymmaste avrättningarna i Europa. Föräldrarna och de två äldsta sönerna avrättades tillsammans med ytterligare två män. Deras kroppar slets sex gånger var med glödande tänger, moderns bröst skars av och gnuggades sedan i ansiktet på hennes vuxna söner, männens armar och ben bröts genom stegling hjul, fadern spetsades levande på påle, och slutligen kastades de på bål, där de brändes levande. Allt detta framför ögonen på familjens yngste son, den tioårige Hoel, som sheriffen hade tagit med på sin häst för att han skulle få titta på, och antecknat alla hans reaktioner, hans utrop och när han grät. I december avrättades ytterligare sex av deras "medbrottslingar" i München, bland dem den tioårige Hoel.
Tyskland var, tillsammans med Skottland och Frankrike, det land i Europa där man brände flest häxor, och det finns ett stort antal rena masshäxprocesser i just detta land - i Quedlinburg brändes 133 människor 1589, i Fulda 205 personer 1603 - men den oerhörda grymheten i avrättningen av familjen Pappenheimer var ändå ovanlig. De avrättades mitt under den period då flest häxor brändes, omkring sekelskiftet 1600. De är ett exempel på hur främlingar, kringströvande vagabonder, som inte hade något socialt nätverk att falla tillbaka på, obehindrat kunde göras till syndabockar för en aggression över brott som inte hade klarats upp.              